# شيق أسود
الشيق الأسود أو أبو مَرِينا أسود (الاسم العلمي: Muraena augusti) (بالإنجليزية: Black moray)‏ هو نوع من الأسماك يتبع جنس الموراي من الفصيلة المورايية.